# Нідерверрн
Нідервéррн (нім. Niederwerrn) — громада в Німеччині, розташована в землі Баварія. Підпорядковується адміністративному округу Нижня Франконія. Входить до складу повіту Швайнфурт.
Площа — 9,77 км2. Населення становить 8467 осіб (станом на 31 грудня 2020).